# استان قرامان
قرامان یا قره‌مان (به ترکی استانبولی: Karaman) نام یکی از استان‌های ترکیه است.
مرکز این استان شهر قرامان است.
تلفظ اصلی نام این استان در فارسی قرامان بوده‌است.
جمعیت آن در سال ۲۰۰۰ میلادی ۲۴۳٫۲۱۰ نفر و مساحت آن ۸۸۱۶ کیلومتر مربع است.
منطقه قرامان محل استقرار امیرنشین قرامان بود که تا سال ۱۴۸۶ میلادی ادامه داشت.

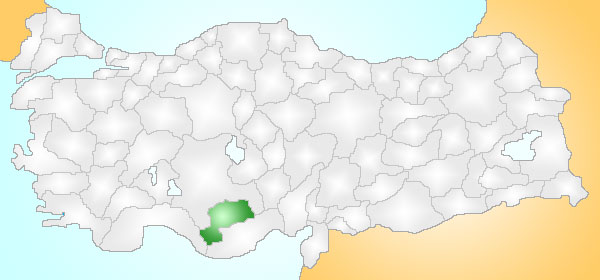
محل استان قرامان در نقشهٔ ترکیه.

## نگارخانه

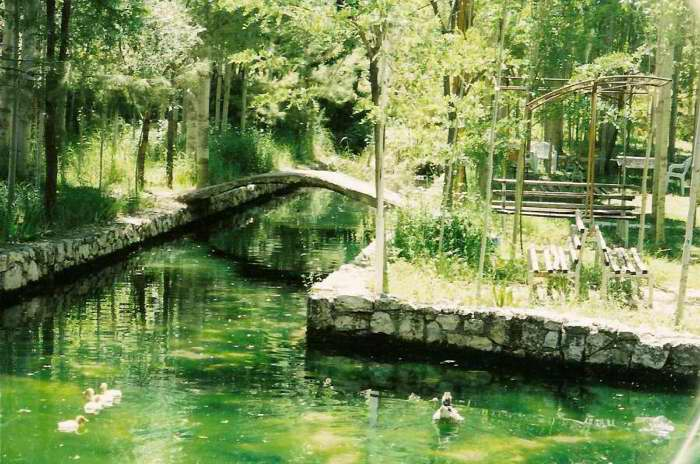
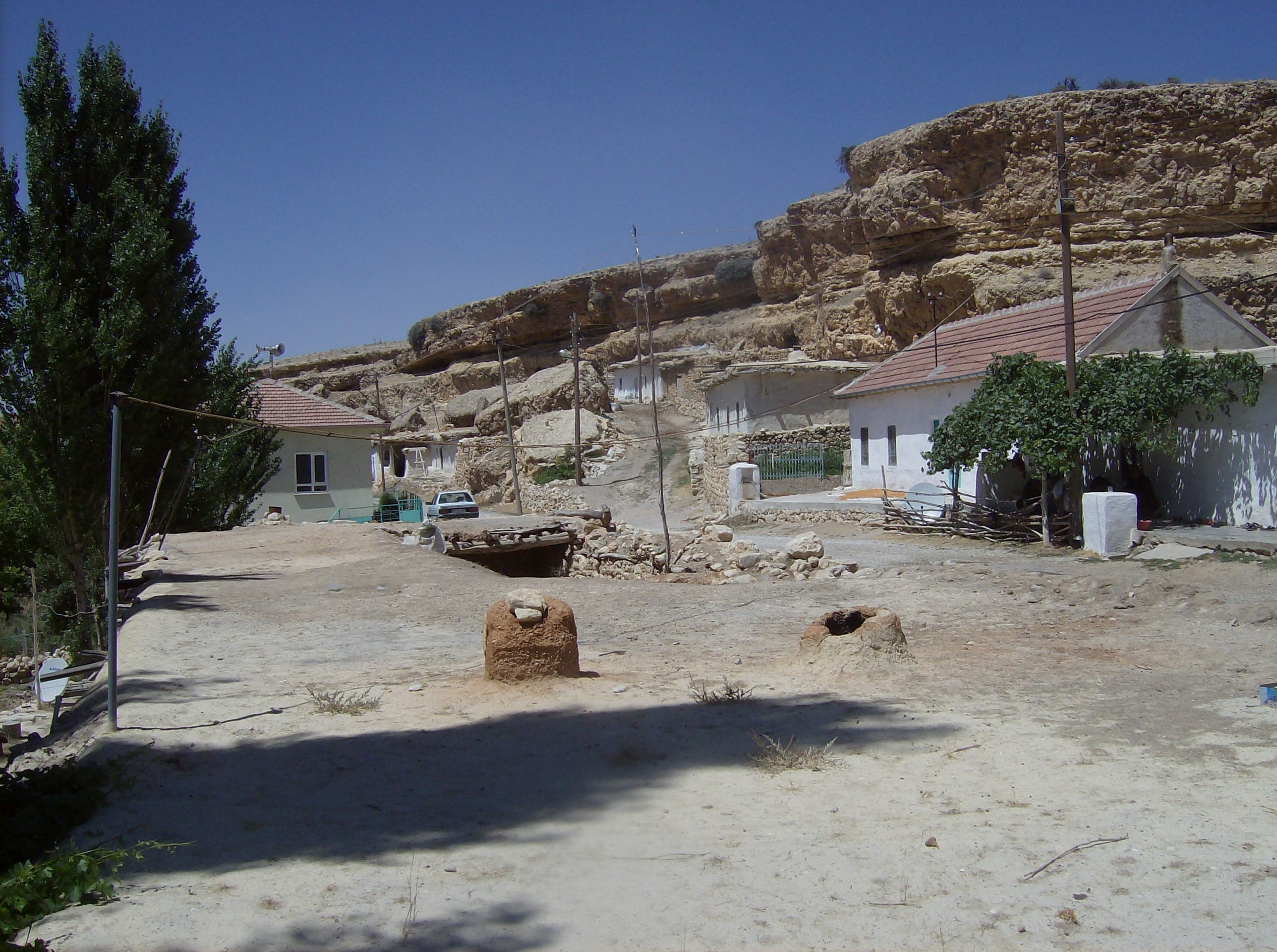
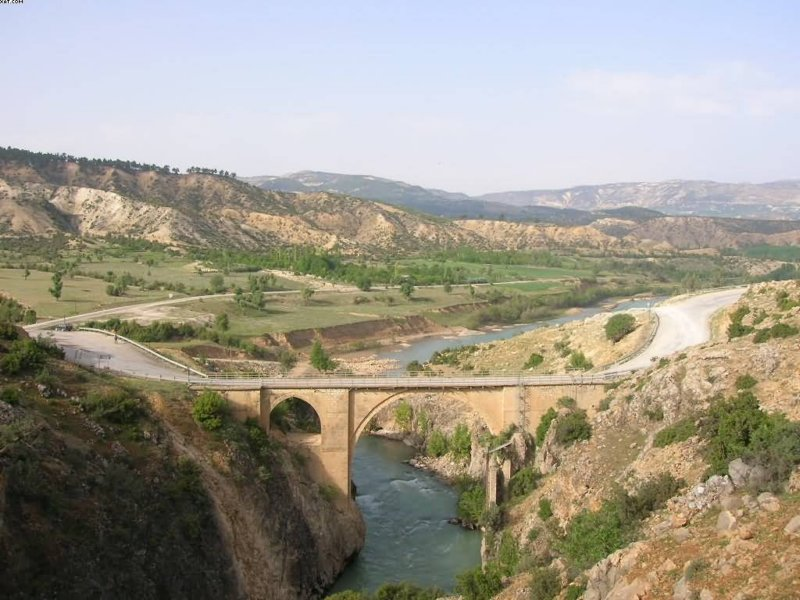

## شهرستان‌ها
- آیرانجی (Ayrancı)
- باش‌یایلا (Başyayla)
- ارمنک (Ermenek)
- قرامان (Karaman)
- کاظم کارابکر (Kazımkarabekir)
- ساری‌ولیلر (Sarıveliler)
- گورملی (Görmeli)